# Trafiktjänst
Trafiktjänst är en militärteknisk term som omfattar hur transporter av olika slag skall skötas. Under punkten trafiktjänst i en order kan till exempel marschhastighet, marschväg, belysningskrav, drivmedelsersättning och utspisning regleras.